# Anfiteatro del parque Jerudong
El Anfiteatro del Parque Jerudong es un anfiteatro ubicado dentro el Parque Jerudong en Bandar Seri Begawan, Brunei. Fue construido en 1996 con motivo del 50.º cumpleaños del sultán Hassanal Bolkiah y acogió un concierto gratuito de Michael Jackson como parte de la celebración.  Este teatro al aire libre, diseñado únicamente con techo, tiene una capacidad superior a las 60.000 personas. Su escenario es desmontable, lo que permite sustituirlo por otro según las necesidades del evento.
Cuando Michael Jackson actuó en el anfiteatro, sustituyó el escenario original por el que utilizaba en su gira Dangerous World Tour. Más tarde, al regresar con la gira HIStory World Tour, empleó el mismo escenario, aunque prescindió de la grúa y de una estatua de Jackson. En cambio, artistas como Whitney Houston y Janet Jackson optaron por usar el escenario incorporado del recinto. Actualmente, el teatro se destina a celebraciones como bodas, eventos benéficos y conciertos.

## Conciertos

### Michael Jackson
El 16 de julio de 1996, el legendario cantautor y símbolo del pop Michael Jackson ofreció un concierto privado y gratuito en honor al 50º cumpleaños del Sultán Hassanal Bolkiah. El espectáculo fue muy similar al de su gira Dangerous World Tour. Según diversas fuentes, Jackson recibió una compensación de 17 millones de dólares, lo que equivaldría a unos 33 millones en 2023. Posteriormente, regresó al mismo escenario el 31 de diciembre de ese mismo año, como parte de su gira HIStory World Tour, con la presencia del Sultán entre el público.

### Whitney Houston
El 24 de agosto de 1996, la reconocida cantante y actriz estadounidense Whitney Houston ofreció un concierto con motivo de la boda de la princesa Rashidah. El espectáculo tuvo un estilo similar al de su gira The Bodyguard World Tour, e incluyó interpretaciones destacadas como “The Greatest Love of All” y “Exhale (Shoop Shoop)”. Entre los asistentes al evento estuvieron el sultán Hassanal Bolkiah, la princesa Rashidah y su esposo Abdul Rahim. Por esta actuación, Houston recibió un pago de 7 millones de dólares, equivalente a unos 14 millones en 2023, financiado por el príncipe Jefri, hermano del sultán.

### Janet Jackson
El 22 de abril de 1998, durante su gira Velvet Rope Tour, la cantante estadounidense Janet Jackson ofreció un concierto para celebrar el 21º cumpleaños de la princesa Hamidah. El grupo británico-canadiense All Saints actuó como telonero, y a todos los asistentes se les entregó un CD con la grabación del evento. Por razones posiblemente relacionadas con la censura, no se interpretaron las canciones “Rope Burn”, “Black Cat” ni “What About”. Además, Janet Jackson dedicó una interpretación especial de “Happy Birthday” a la princesa.